# Ян ван Акен
Ян ван Акен (нід. Jan van Aken, повне ім'я — нід. Johannes Wilhelmus van Aken * 9 серпня 1961 Гервен і Ардт, Ґелдерланд, Нідерланди) — нідерландський письменник, журналіст.

## Біографія
Працюючи в культурному центрі Амстердаму, робив перші спроби публікуватися в літературних журналах Optima та Nieuw Wereldtijdschrift. Дебютував у 2000 році, де здобув схвальну думку критиків та позитивні відгуки читачів. Кар'єру письменника ван Акен продовжив історичними романами.

## Твори

### Історичні романи
- 2000 — «Het oog van de basilisk» (Око василіска)
- 2001 — «De valse dageraad» (Досвіток)
- 2003 — «De dwaas van Palmyra» (Блазень з Пальміри)
- 2005 — «Het fluwelen labyrint» (Оксамитовий лабіринт)
- 2008 — «Koning voor een dag» (Час Каліфу)
- 2013 — «De afvallige» (Відступник)
- 2018 — «De ommegang»

## Видання українською
Українською було видано історичний роман «Досвіток» видавництвом Юніверс у 2005 році, переклад з нідерландської зроблено Наталкою Карпенко.